# Girolamo Diruta
Girolamo Diruta (ur. około 1550–1561? w Derucie koło Perugii, zm. po 1610) – włoski organista, kompozytor i teoretyk muzyki, franciszkanin (OFM).

## Życiorys
Od około 1572 roku prowadził działalność jako organista. 14 czerwca 1574 roku wstąpił do Zakonu Braci Mniejszych w Correggio. Około 1580 roku przebywał w Wenecji, gdzie był organistą i uczył się muzyki u Claudio Merulo, Gioseffo Zarlino i Costanzo Porty. W późniejszych latach był organistą w Chioggii i w Gubbio.
Jest autorem wydanego w dwóch tomach (tom I 1593, tom II 1609) traktatu Il Transilvano. Jest to pierwszy podręcznik gry na organach i klawesynie poświęcony wyłącznie tym zagadnieniom. Dzieło ma formę dialogu i jest bogato ilustrowane przykładami z własnych kompozycji Diruty oraz twórczości innych kompozytorów włoskich 2. połowy XVI wieku. Zawiera liczne uwagi na temat m.in. palcowania, ornamentacji, dyminucji i kontrapunktowania. Pierwsza księga traktatu dedykowana jest księciu Siedmiogrodu Zygmuntowi Batoremu, druga natomiast jego narzeczonej Leonorze Ursynie Sforzy, co świadczy o powiązaniach kompozytora z dworem węgierskim.